# Play with Fire (песня Хилари Дафф)
«Play with Fire» — песня американской певицы и актрисы Хилари Дафф с её четвёртого студийного альбома Dignity. Песня написана Дафф, Карой Диогуарди, Реттом Лоуренсом и will.i.am и спродюсирована Лоуренсом.

## О песне
«Play with Fire» — песня в стиле синти-поп и техно.
«Play with Fire» изначально называлась «Happy». Но текст песни и музыка к ней были изменены, и «Happy» стала отдельным треком на Dignity. Песня играет во время первой сцены в клубе в фильме 2006 года Реальные девчонки, главную роль в котором сыграла Хилари.
Согласно Дафф, «Play with Fire» и другие песни с нового альбома — «более танцевальные», чем её предыдущие записи и записаны с использованием живых инструментов. «Это забавно и необычно, что-то новое для меня. Это действительно классно», сказала она. Она также описала звучание альбома как «немного меньше поп-рока и больше электронной музыки. Здесь много танцевальных мелодий». Выпуск этого сингла как «тизера» к альбому был, как она выразилась, «возможностью дать слушателям шанс принять мое новое танцевальное/электроник-рок звучание».

## Оценки критиков
Чак Тейлор из журнала Billboard описал песню, как являющуюся «не шаблонным маленькая-девочка-поет-подростковый-поп/рок; это — действительно интригующее следование в более темные, более экспериментальные музыкальные структуры, которые могли привлечь совершенно новую толпу любителей ночных клубов в фан-базу Дафф». Эллисон Стюарт, в отрицательной рецензии Dignity для The Washington Post, написала, что песня «как прерывание лучшего поцелуя за долгое время („У меня нет на это времени, я скоро уезжаю на гастроли в Хьюстон“), хотя бо́льшая часть подростковой фан-базы Дафф не сможет слушать её повседневно». Дэвид Сэнфорд с About.com дал положительный отзыв о ремиксе Ричарда Вишена, комментируя, что песня «идеально подходит для тех диджеев, которым просто стыдно признаться, что они используют песни Хилари Дафф». Ричард Вишен создал ремиксы на песню, и Billboard описал радио версию как «истинное произведение искусства, изобразившее Дафф как потенциального новатора — и небеса знают, что в наши дни так мало таких артистов… Будет интересно узнать, является ли это счастливой случайностью, или Америка наконец сможет увидеть рождение собственной Кайли».

## Видео
Музыкальное видео на «Play With Fire» было снято Алексом и Мартином в Торонто, Канада в июле 2006 года. Алекс и Мартин описали видео как «реальное и нереальное» и сравнили визуальные эффекты с зеркальным лабиринтом в луна-парке. Режиссёры сказали, что создавали видео так, чтобы каждая часть была жизненно важна: «например, мы видели, что крупный план Хилари в зеркале вибрировал и взрывался, после чего переходил к абсолютно другому образу позади неё, затем снова смена образа и так далее.» Видео было вдохновлено нуар-фильмом Орсона Уэллса 1948 года Леди из Шанхая, и Дафф сказала, что «это определенно отличается от того, что вы видели прежде». Согласно Дафф, видео для песни было снято до завершения песни, так как она хотела, чтобы песня стала первым синглом с альбома. Ночью, после репетиций и выбора гардероба для видео, Дафф возвратилась в студию и закончила запись песни через три часа, прежде чем часть музыкального оборудования была повреждена после грозы. Продюсер Ретт Лоуренс представил песню режиссёрам видео следующим утром, менее чем за три часа до того, как должна начаться съемка. Дафф сказала, что они выкрутились из ситуации «отлично».
Премьера видео состоялась в США 15 августа 2006 на шоу Total Request Live на канале MTV. Видео достигло #5 в лучших десяти видео Total Request Live и оставалось в списке в течение девятнадцати дней до 14 сентября. В Австралии видео было впервые показано на неделе 23 апреля 2007 года. За это видео Алекс и Мартин были номинированы на MVPA Awards за Лучшую режиссуру для исполнительницы, но проиграли Флории Сигизмонди и Кристине Агилере c видео «Hurt». Журнал Джейн описал «сумасшедшие видеоэффекты» в видео, как находящиеся «на расстоянии в миллионы миль от дождливого, пригородного комфорта и юной тоски из клипа 'Come Clean'». Журнал также оценил «сексуальное серебряное платье Дафф» в видео, отметив, что «она, кажется, становится новой взрослой женщиной, той, кто в её 20 лет ныряет с головой в работу по разрыву с прошлым образом певицы бабблгам-попа». Дафф сказала, «Я действительно не сделала суперсексуальную вещь. Это не совсем я. Есть другие способы, более легкие способы сделать это».

## Список композиций
| - Digital download — Richard Vission Remix 1. «Play with Fire» (Richard Vission Remix) — 3:11 - Digital download — Richard Vission Club Mix 1. «Play with Fire» (Richard Vission Club Mix) — 6:11 | - Promotional maxi single — Richard Vission Remix 1. «Play with Fire» (Richard Vission Radio Edit) — 3:10 2. «Play with Fire» (Richard Vission Mix Show Edit) — 4:53 3. «Play with Fire» (Richard Vission Club Mix) — 6:11 4. «Play with Fire» (Richard Vission Dub Mix) — 5:53 5. «Play with Fire» (Original) — 3:02 |

## Авторы
- Хилари Дафф — вокал, автор
- Kara DioGuardi — автор
- Rhett Lawrence — автор, продюсер, микширование
- William Adams — автор

Source

## Чарты
| Чарт(2006)                       | Место |
| -------------------------------- | ----- |
| США (Billboard Dance Club Songs) | 31    |

## История релиза
| Страна        | Дата             | Формат                                                | Лейбл     |
| ------------- | ---------------- | ----------------------------------------------------- | --------- |
| United States | 21 августа, 2006 | Mainstream radio                                      | Hollywood |
| New Zealand   | 25 ноября, 2006  | Digital download (Richard Vission Remix — Radio Edit) | EMI       |
| New Zealand   | 2 декабря, 2006  | Digital download (Richard Vission Club Mix)           | EMI       |
| Canada        | 15 мая, 2007     | Digital download (Richard Vission Remix)              | EMI       |
| United States | 15 мая, 2007     | Digital download (Richard Vission Remix)              | Hollywood |